# Le Diamant de la peur
Pour plus de détails, voir Fiche technique et Distribution.
Le Diamant de la peur (Rush of Fear) est un téléfilm  canado-américain diffusé en 2003 et réalisé par Walter Klenhard (en) .

## Synopsis
Les vacances se transforment en cauchemar quand le mari d'Alex est enlevé par d'impitoyables voleurs de diamant. Sans aide de la police locale, Alex doit sauver Jack elle-même, jusqu'à ce qu'elle s'associe avec Sam, un client de Jack en qui elle place toute sa confiance. Ensemble ils découvrent le motif de l'enlèvement : une inversion de voiture de location la laisse en possession d'un diamant volé de 50 carats...

## Fiche technique
- Réalisateur : Walter Klenhard (en)
- Année de production : 2003
- Durée : 85 minutes
- Format : 1,78:1, couleur
- Son : stéréo
- Dates de premières diffusions :
  -  États-Unis : 10 avril 2004
  -  France : 3 mars 2004 sur TF1
- Interdit aux moins de 10 ans

## Distribution
- Rosanna Arquette : Alex McGuire
- Joseph Kell: Jack McGuire
- Chris Potter: Sam Bryant
- Claudette Mink: Carly
- Diego Wallraff : Vin